# Cristiceps aurantiacus
Cristiceps aurantiacus är en fiskart som beskrevs av Castelnau, 1879. Cristiceps aurantiacus ingår i släktet Cristiceps och familjen Clinidae. Inga underarter finns listade i Catalogue of Life.